# Enrico Adelelmo Brunetti
Pour l’article homonyme, voir Brunetti.
Enrico Adelelmo Brunetti est un musicien et un entomologiste britannique, né le 21 mai 1862 à Londres et mort le 21 janvier 1927 dans cette même ville.
Musicien de profession, il consacre son temps libre à l’étude des insectes et en particulier des diptères. Il lègue sa collection riche de 80 000 spécimens, essentiellement des diptères, ainsi que sa bibliothèque au British Museum. Il a travaillé plusieurs années en Inde.

## Biographie
Brunetti est né à Londres. Sa mère était originaire de Bath, Somersetshire et son père, d'origine italienne venu de Fossombrone, Rome, était confiseur et importateur de vins qui tenait un restaurant à South Kensington. Dès son plus jeune âge, Brunetti s'intéresse à la composition musicale et est formé par Giacomo Ferrari et Enrico Mattei. Musicien de profession, Brunetti était compositeur pour orchestre et piano. Il joua du piano à l'Empire, à Islington vers 1901 et dans des orchestres à Plymouth et Llandrindod Wells vers 1902 et fut chef d'orchestre en 1903 à Harwich. Il est allé en Inde en tant que chef d'orchestre musical pour le Tivoli Theatre de Calcutta et a travaillé pendant un certain temps avec la Bandman Opera Company voyageant à Singapour et à Java. 
Il a passé son temps libre à étudier l'entomologie, en particulier les diptères. En 1904, il fit une tournée musicale dans les Indes orientales néerlandaises, en Chine et au Japon, faisant de vastes collections d'insectes lors de ses voyages. Il s'est ensuite installé à Calcutta où il est resté 17 ans. Il a joué du piano au Globe Opera House, au Great Eastern et au Grand Hotels de Calcutta. Il avait des règles strictes et refusait de jouer le dimanche ou après la lecture de "God Save the King". Outre la musique, il s'intéresse à la philatélie. Il détestait le bruit de Calcutta et détestait surtout le croassement des corbeaux, sortant son fusil de collection pour tirer sur les corbeaux chaque soir et chaque matin. Il a passé ses étés à Darjeeling et a écrit de nombreux articles dans les archives du musée indien.
Brunetti a brièvement travaillé comme surintendant adjoint en charge au Musée indien travaillant sur des honoraires allant de 30 à 300 GBP par an. À la suggestion de Thomas Nelson Annandale, il a été autorisé à se rendre en Angleterre pour réviser son manuscrit sur les diptères indiens en utilisant le matériel du British Museum. Pour cette tâche, le gouvernement indien a approuvé 300 GBP pour une période d'un an. Il a décrit des espèces sans dissection des organes génitaux et s'intéressait peu à la biologie des insectes vivants. En 1921, il retourna en Europe, passant ses étés en Angleterre où le Bureau impérial d'entomologie l'employa pour identifier des spécimens. Les hivers se passaient à Paris et à Bruxelles. Il a travaillé pendant de longues périodes sur les diptères britanniques. Il tomba malade pendant un hiver à Paris en 1926-27 et mourut dans un hôpital de Londres.
Avant sa mort, Brunetti a donné sa collection de 80 000 spécimens et sa bibliothèque au Muséum d'histoire naturelle. Ce musée possède également ses manuscrits : - 56 lettres et deux volumes manuscrits reliés concernant les diptères africains et australasiens.

## Hommages
Le genre Psychodid Brunettia a été nommé par Annandale en l'honneur de Brunetti en 1910.

## Publications
Pour une liste complète voir : Smart (1945) :
- Revision of the Oriental Tipulidae with descriptions of new species. Rec. Indian Mus. 6: 231-314 (1911).
- New Oriental Nemocera. Rec. Indian Mus. 4: 259-316 (1911).
- Annotated catalog of Oriental Culicidae-supplement. Rec. Indian Mus. 4: 403-517 (1912).
- Critical review of "genera" in Culicidae. Rec. Indian Mus. 10: 15-73 (1914).
- Revision of the Oriental Tipulidae with descriptions of new species. Part II. Rec. Indian Mus. 15: 255-340 (1918).
- Catalogue of Oriental and South Asiatic Nemocera. Rec. Indian Mus. 17: 1-300 Brunetti, E. (1920).
- New Oriental Diptera, I. Rec. Indian Mus. 7: 445-513 (1912).
- New and little-known Cyrtidae (Diptera). Ann. Mag. Nat. Hist. (9)18(107): 561-606 . (1926).

Il a également été le principal contributeur à The Fauna of British India, Including Ceylon and Burma ou La faune de l'Inde britannique, y compris Ceylan et la Birmanie. Et décrire les planches.
- Diptera 1. Brachycera (1920) - 401 p - 4 pl
- Diptera 2. Nematocera (1912) - xxviii + 581 p - 12 pl
- Diptera 3. Pipunculidae, Syrphidae, Conopidae, Oestridae (1923) 424 p - 83 fig - 5 pl .